# Ängesträsket, Lappland
Ängesträsket är en sjö i Jokkmokks kommun i Lappland och ingår i Luleälvens huvudavrinningsområde. Ängesträsket ligger i Aspberget Natura 2000-område.